# Krystian Pieszczek
Krystian Pieszczek (ur. 23 września 1995 w Gdańsku) – polski żużlowiec.
Dwukrotny triumfator "Brązowego Kasku" w latach 2012 (w Gdańsku) i 2013 (w Łodzi). Złoty medalista Drużynowych Mistrzostw Europy Juniorów w 2013. Srebrny medalista Młodzieżowych Drużynowych Mistrzostw Polski oraz Ligi Juniorów w 2012. Brązowy medalista w Młodzieżowych Indywidualnych Mistrzostwach Polski w 2012. Brązowy medalista Młodzieżowych Mistrzostw Polski Par Klubowych w 2013. Srebrny medalista Indywidualnych Mistrzostw Świata Juniorów w 2016. W sezonie 2016 z dorobkiem 12 pkt. awansował do wyścigu finałowego w finale Indywidualnych mistrzostw Polski zajmując ostatecznie w nim 4. miejsce. Obecnie reprezentuje barwy Wybrzeża Gdańsk do którego w sezonie 2019 był wypożyczony z GKM Grudziądz, a w listopadzie 2019 roku podpisał już normalny kontrakt.

## Sukcesy sportowe - Mistrzostwa Świata i Europy

### IMŚJ - Indywidualne Mistrzostwa Świata Juniorów
| Sezon | Dzień                                         | Miejscowość                                                              | Miejsce                                   | Punkty                                    | Biegi                                         | Klub                            | Zwycięzca             |
| ----- | --------------------------------------------- | ------------------------------------------------------------------------ | ----------------------------------------- | ----------------------------------------- | --------------------------------------------- | ------------------------------- | --------------------- |
| 2013  | 25.07, 4.08, 17.08, 15.09, 13.10, 4.11, 11.11 | Lonigo, Lendava, Coventry, Tarnów, Pardubice, Bahía Blanca, Bahía Blanca | 13. miejsce w finale eliminacji krajowych | 13. miejsce w finale eliminacji krajowych | 13. miejsce w finale eliminacji krajowych     | Renault Zdunek Wybrzeże Gdańsk  | Michael Jepsen Jensen |
| 2014  | 19.07, 17.08, 04.10                           | Piła, Berwick, Terenzano                                                 | 6.                                        | 26 (9+8+9)                                | (0,2,3,3,1), (2,2,2,d,2), (2,0,3,1,3,)        | Renault Zdunek Wybrzeże Gdańsk  | Piotr Pawlicki        |
| 2015  | 11.07, 15.08, 19.09                           | Lonigo, Lublin, Pardubice                                                | 3. miejsce w finale eliminacji krajowych  | 3. miejsce w finale eliminacji krajowych  | 3. miejsce w finale eliminacji krajowych      | SPAR Falubaz Zielona Góra       | Bartosz Zmarzlik      |
| 2016  | 18.06, 16.09, 02.10                           | King's Lynn, Pardubice, Gdańsk                                           | 2.                                        | 40 (20+9+11)                              | (3,2,3,3,3,3,3), (3,3,2,d,1,0), (2,3,1,2,3,w) | Ekantor.pl Falubaz Zielona Góra | Max Fricke            |

### DMŚJ - Drużynowe Mistrzostwa Świata Juniorów
| Sezon | Dzień       | Drużyna | Miejscowość | Miejsce | Skład | Punkty | Biegi       | Zwycięzca |
| ----- | ----------- | ------- | ----------- | ------- | ----- | ------ | ----------- | --------- |
| 2016  | 20 sierpnia | Polska  | Norrköping  | 1.      | [ a ] | 9 (44) | (3,0,3,1,2) | –         |

### IMEJ - Indywidualne Mistrzostwa Europy Juniorów
| Sezon | Dzień       | Miejscowość | Miejsce                                   | Punkty                                    | Biegi                                     | Klub                           | Zwycięzca        |
| ----- | ----------- | ----------- | ----------------------------------------- | ----------------------------------------- | ----------------------------------------- | ------------------------------ | ---------------- |
| 2012  | 25 sierpnia | Opole       | 9. miejsce w finale eliminacji krajowych  | 9. miejsce w finale eliminacji krajowych  | 9. miejsce w finale eliminacji krajowych  | Lotos Wybrzeże Gdańsk          | Bartosz Zmarzlik |
| 2013  | 24 sierpnia | Güstrow     | 14. miejsce w finale eliminacji krajowych | 14. miejsce w finale eliminacji krajowych | 14. miejsce w finale eliminacji krajowych | Renault Zdunek Wybrzeże Gdańsk | Mikkel Michelsen |
| 2014  | 27 września | Rybnik      | 9. miejsce w półfinale                    | 9. miejsce w półfinale                    | 9. miejsce w półfinale                    | Renault Zdunek Wybrzeże Gdańsk | Václav Milík     |

### DMEJ - Drużynowe Mistrzostwa Europy Juniorów
| Sezon | Dzień       | Drużyna | Miejscowość | Miejsce | Skład | Punkty  | Biegi       | Zwycięzca |
| ----- | ----------- | ------- | ----------- | ------- | ----- | ------- | ----------- | --------- |
| 2013  | 6 lipca     | Polska  | Opole       | 1.      | [ b ] | 10 (50) | (2,2,3,3,–) | –         |
| 2014  | 28 czerwca  | Polska  | Herxheim    | 1.      | [ c ] | 4 (49)  | (1,0,–,–,3) | –         |
| 2015  | 12 września | Polska  | Pilzno      | 1.      | [ d ] | 10 (35) | (3,2,0,2,3) | –         |

## Sukcesy sportowe - Mistrzostwa Polski

### IMP - Indywidualne Mistrzostwa Polski
| Sezon | Dzień                          | Miejscowość              | Miejsce                   | Punkty                    | Biegi                     | Klub                            | Zwycięzca          |
| ----- | ------------------------------ | ------------------------ | ------------------------- | ------------------------- | ------------------------- | ------------------------------- | ------------------ |
| 2012  | 15 sierpnia                    | Zielona Góra             | 8. miejsce w ćwierćfinale | 8. miejsce w ćwierćfinale | 8. miejsce w ćwierćfinale | Lotos Wybrzeże Gdańsk           | Tomasz Jędrzejak   |
| 2013  | 6 października                 | Tarnów                   | 10.                       | 7                         | (3,2,0,d,2)               | Renault Zdunek Wybrzeże Gdańsk  | Janusz Kołodziej   |
| 2014  | 14 sierpnia                    | Zielona Góra             | 16.                       | 1                         | (0,u,0,0,1)               | Renault Zdunek Wybrzeże Gdańsk  | Krzysztof Kasprzak |
| 2015  | 5 lipca                        | Gorzów Wielkopolski      | 16.                       | 1                         | (0,0,0,1,0)               | SPAR Falubaz Zielona Góra       | Maciej Janowski    |
| 2016  | 1 lipca                        | Leszno                   | 4.                        | 12+0                      | (2,3,3,2,2) +0            | Ekantor.pl Falubaz Zielona Góra | Patryk Dudek       |
| 2017  | 2 lipca                        | Gorzów Wielkopolski      | 14.                       | 3                         | (1,t,0,2,0)               | MRGARDEN GKM Grudziądz          | Szymon Woźniak     |
| 2018  | 4 sierpnia                     | Leszno                   | 15. miejsce w półfinale   | 15. miejsce w półfinale   | 15. miejsce w półfinale   | MRGARDEN GKM Grudziądz          | Piotr Pawlicki     |
| 2019  | 14 lipca                       | Leszno                   | 10.                       | 6                         | (t,2,0,2,2)               | Zdunek Wybrzeże Gdańsk          | Janusz Kołodziej   |
| 2020  | 7 września                     | Leszno                   | 10.                       | 6                         | (2,0,3,0,1)               | Zdunek Wybrzeże Gdańsk          | Maciej Janowski    |
| 2021  | 11 lipca                       | Leszno                   | 14. miejsce w półfinale   | 14. miejsce w półfinale   | 14. miejsce w półfinale   | Zdunek Wybrzeże Gdańsk          | Bartosz Zmarzlik   |
| 2022  | 9 lipca 15 sierpnia 5 września | Grudziądz Krosno Rzeszów | 9. miejsce w ćwierćfinale | 9. miejsce w ćwierćfinale | 9. miejsce w ćwierćfinale | ROW Rybnik                      | Bartosz Zmarzlik   |

### DMP - Drużynowe Mistrzostwa Polski
| Sezon | Klub                              | Liga       | Mecze | Biegi | Punkty | Bonusy | Razem | Średnia biegowa | Miejsce | Zwycięzca ligi                               | Mistrz Polski                |
| ----- | --------------------------------- | ---------- | ----- | ----- | ------ | ------ | ----- | --------------- | ------- | -------------------------------------------- | ---------------------------- |
| 2011  | Lotos Wybrzeże Gdańsk             | I liga     | 1     | 5     | 8      | 0      | 8     | 1,600           | 2.      | Polonia Bydgoszcz                            | Falubaz Zielona Góra         |
| 2012  | Lotos Wybrzeże Gdańsk             | Ekstraliga | 18    | 76    | 74     | 10     | 84    | 1,105 (54.)     | 10.     | Azoty Tauron Tarnów                          | Azoty Tauron Tarnów          |
| 2013  | Renault Zdunek Wybrzeże Gdańsk    | I liga     | 18    | 82    | 154    | 13     | 167   | 2,037 (10.)     | 1.      | —                                            | Stelmet Falubaz Zielona Góra |
| 2013  | KSM Krosno (gość)                 | II liga    | 2     | 8     | 20     | 1      | 21    | 2,625 (nskl)    | 4.      | ŻKS ROW Rybnik                               | Stelmet Falubaz Zielona Góra |
| 2014  | Renault Zdunek Wybrzeże Gdańsk    | Ekstraliga | 11    | 54    | 68     | 5      | 73    | 1,352 (42.)     | 8.      | Stal Gorzów Wielkopolski                     | Stal Gorzów Wielkopolski     |
| 2015  | SPAR Falubaz Zielona Góra         | Ekstraliga | 14    | 60    | 62     | 9      | 71    | 1,183 (45.)     | 5.      | Fogo Unia Leszno                             | Fogo Unia Leszno             |
| 2016  | Ekantor.pl Falubaz Zielona Góra   | Ekstraliga | 18    | 76    | 111    | 8      | 119   | 1,566 (34.)     | 3.      | Stal Gorzów Wielkopolski                     | Stal Gorzów Wielkopolski     |
| 2017  | MRGARDEN GKM Grudziądz            | Ekstraliga | 13    | 57    | 74     | 14     | 88    | 1,544 (34.)     | 6.      | Fogo Unia Leszno                             | Fogo Unia Leszno             |
| 2018  | MRGARDEN GKM Grudziądz            | Ekstraliga | 14    | 26    | 20     | 4      | 24    | 0,923 (nskl)    | 6.      | Fogo Unia Leszno                             | Fogo Unia Leszno             |
| 2019  | Zdunek Wybrzeże Gdańsk            | I liga     | 12    | 64    | 126    | 4      | 130   | 2,031 (10.)     | 6.      | ROW Rybnik                                   | Fogo Unia Leszno             |
| 2020  | Zdunek Wybrzeże Gdańsk            | I liga     | 14    | 65    | 112    | 15     | 127   | 1,954 (14.)     | 4.      | eWinner Apator Toruń                         | Fogo Unia Leszno             |
| 2020  | MRGARDEN GKM Grudziądz (gość)     | Ekstraliga | 2     | 9     | 12     | 1      | 13    | 1,444 (nskl)    | 7.      | Fogo Unia Leszno                             | Fogo Unia Leszno             |
| 2021  | Zdunek Wybrzeże Gdańsk            | I liga     | 16    | 77    | 117    | 9      | 126   | 1,636 (34.)     | 4.      | Arged Malesa TŻ Ostrovia Ostrów Wielkopolski | Betard Sparta Wrocław        |
| 2022  | ROW Rybnik                        | I liga     | 14    | 67    | 103    | 14     | 117   | 1,746 (25.)     | 7.      | Cellfast Wilki Krosno                        | Motor Lublin                 |
| 2023  | ROW Rybnik                        | I liga     | 5     | 7     | 7      | 1      | 8     | 1,143 (nskl)    | 2.      | Enea Falubaz Zielona Góra                    | Platinum Motor Lublin        |
| 2023  | Texom Stal Rzeszów (wypożyczenie) | II liga    | 11    | 52    | 108    | 10     | 118   | 2,269 (3.)      | 1.      | –                                            | Platinum Motor Lublin        |
| 2024  | Texom Stal Rzeszów                | I liga     | 14    | 57    | 71     | 9      | 80    | 1,404 (37.)     | 7.      | Innpro ROW Rybnik                            | Orlen Oil Motor Lublin       |

Podsumowanie:
| Sezony | Mecze | Biegi | Pkt  | Bonusy | Razem | Średnia/bg | Średnia/mc |
| ------ | ----- | ----- | ---- | ------ | ----- | ---------- | ---------- |
| 14     | 197   | 842   | 1247 | 127    | 1374  | 1,632      | 6,975      |

### MIMP - Młodzieżowe Indywidualne Mistrzostwa Polski
| Sezon | Dzień       | Miejscowość         | Miejsce | Punkty | Biegi          | Klub                            | Zwycięzca        |
| ----- | ----------- | ------------------- | ------- | ------ | -------------- | ------------------------------- | ---------------- |
| 2012  | 20 września | Bydgoszcz           | 3.      | 13+2   | (3,2,3,3,2) +2 | Lotos Wybrzeże Gdańsk           | Maciej Janowski  |
| 2013  | 7 września  | Tarnów              | 7.      | 7      | (3,d,1,d,3)    | Renault Zdunek Wybrzeże Gdańsk  | Patryk Dudek     |
| 2014  | 13 września | Gorzów Wielkopolski | 11.     | 6      | (1,0,2,2,1)    | Renault Zdunek Wybrzeże Gdańsk  | Szymon Woźniak   |
| 2015  | 12 lipca    | Leszno              | 3.      | 12     | (3,3,2,3,1)    | SPAR Falubaz Zielona Góra       | Bartosz Zmarzlik |
| 2016  | 16 lipca    | Częstochowa         | 4.      | 12     | (3,3,2,2,2)    | Ekantor.pl Falubaz Zielona Góra | Daniel Kaczmarek |

## Sukcesy sportowe - Turnieje

### Złoty Kask
| Sezon | Dzień           | Miejscowość  | Miejsce                    | Punkty                     | Biegi                      | Klub                            | Zwycięzca           |
| ----- | --------------- | ------------ | -------------------------- | -------------------------- | -------------------------- | ------------------------------- | ------------------- |
| 2014  | 12 października | Rawicz       | 10. miejsce w eliminacjach | 10. miejsce w eliminacjach | 10. miejsce w eliminacjach | Renault Zdunek Wybrzeże Gdańsk  | Przemysław Pawlicki |
| 2015  | 14 kwietnia     | Lublin       | 11.                        | 6                          | (1,2,1,1,1)                | SPAR Falubaz Zielona Góra       | Przemysław Pawlicki |
| 2016  | 25 kwietnia     | Tarnów       | 16.                        | 0                          | (w,0,0)                    | Ekantor.pl Falubaz Zielona Góra | Patryk Dudek        |
| 2017  | 20 kwietnia     | Zielona Góra | 11. miejsce w eliminacjach | 11. miejsce w eliminacjach | 11. miejsce w eliminacjach | MRGARDEN GKM Grudziądz          | Przemysław Pawlicki |
| 2018  | 19 kwietnia     | Piła         | 5. miejsce w eliminacjach  | 5. miejsce w eliminacjach  | 5. miejsce w eliminacjach  | MRGARDEN GKM Grudziądz          | Jarosław Hampel     |
| 2019  | 11 października | Gdańsk       | 4.                         | 8+3                        | (2,0,2,3,1) +3             | Zdunek Wybrzeże Gdańsk          | Krzysztof Kasprzak  |

### Srebrny Kask
| Sezon | Dzień       | Miejscowość | Miejsce                 | Punkty                  | Biegi                   | Klub                            | Zwycięzca           |
| ----- | ----------- | ----------- | ----------------------- | ----------------------- | ----------------------- | ------------------------------- | ------------------- |
| 2012  | 27 lipca    | Rzeszów     | 10. miejsce w półfinale | 10. miejsce w półfinale | 10. miejsce w półfinale | Lotos Wybrzeże Gdańsk           | Przemysław Pawlicki |
| 2013  | 3 sierpnia  | Rawicz      | 10. miejsce w półfinale | 10. miejsce w półfinale | 10. miejsce w półfinale | Renault Zdunek Wybrzeże Gdańsk  | Piotr Pawlicki      |
| 2014  | 27 lipca    | Krosno      | 2.                      | 13                      | (2,3,2,3,3)             | Renault Zdunek Wybrzeże Gdańsk  | Piotr Pawlicki      |
| 2015  | 30 sierpnia | Piła        | 17.                     | 1                       | (1,u)                   | SPAR Falubaz Zielona Góra       | Kacper Woryna       |
| 2016  | 6 sierpnia  | Rawicz      | 1.                      | 14                      | (2,3,3,3,3)             | Ekantor.pl Falubaz Zielona Góra | —                   |

### Brązowy Kask
| Sezon | Dzień       | Miejscowość | Miejsce | Punkty | Biegi          | Klub                           | Zwycięzca    |
| ----- | ----------- | ----------- | ------- | ------ | -------------- | ------------------------------ | ------------ |
| 2011  | 13 sierpnia | Częstochowa | 9.      | 7      | (0,1,2,2,2)    | Lotos Wybrzeże Gdańsk          | Patryk Dudek |
| 2012  | 3 września  | Gdańsk      | 1.      | 14     | (3,2,3,3,3)    | Lotos Wybrzeże Gdańsk          | —            |
| 2013  | 17 sierpnia | Łódź        | 1.      | 14+3   | (2,3,3,3,3) +3 | Renault Zdunek Wybrzeże Gdańsk | —            |
| 2014  | 8 sierpnia  | Lublin      | 2.      | 14     | (3,3,2,3,3)    | Renault Zdunek Wybrzeże Gdańsk | Adrian Cyfer |